# Partido Socialdemócrata Egipcio
El Partido Socialdemócratico Egipcio (en árabe: الحزب المصرى الديمقراطى الاجتماعى Al-Hizb Al-Masri Al-Dimuqrāṭī Al-Iŷtmāʿi, es un partido liberal de centroizquierda y socialdemócrata de Egipto, que fue fundado después de la Revolución de 2011 por la fusión de dos partidos liberales menores, el Partido Democrático de Egipto, y el Partido Liberal de Egipto, en el 29 de marzo de 2011.
Se presentó a las elecciones parlamentarias de 2011 dentro de la coalición Bloque Egipcio, que obtuvo 35 de los 508 asientos de la cámara baja. De ellos, 16 pertenecían al propio Partido Socialdemócrata Egipcio.
Miembros notables fundadores son el ginecólogo Mohamed Abou El-Ghar, el cineasta Daoud Abdel Sayed, Amr Hamzawy y Mervat Tallawy, la exsubsecretaria de la ONU y secretaria ejecutiva de la CESPAO. Sin embargo, Amr Hamzawy renunció al partido en abril para formar el Partido Libertad de Egipto el 18 de mayo de 2011.
- Datos: Q253911